# Eleição presidencial nos Estados Unidos em 1948
A eleição presidencial dos Estados Unidos de 1948 foi a quadragésima-primeira eleição presidencial do país. É considerado por muitos historiadores como a maior eleição de virada na história americana. Praticamente todos as previsões (com ou sem pesquisas de opinião pública) indicaram que o atual presidente Harry S. Truman seria derrotado pelo republicano Thomas E. Dewey. Truman venceu, superando uma divisão de três vias em seu próprio partido. A surpresa da vitória de Truman foi a quinta vitória consecutiva para o Partido Democrata na eleição presidencial. Como resultado da eleição de 1948 do Congresso, os democratas recuperaram o controle das duas casas do Congresso. Assim, a eleição de Truman confirmou o Partido Democrata como status para maior parte da nação, um status que manteria até 1952.

## Processo eleitoral
A partir de 1832, os candidatos para presidente e vice começaram a ser escolhidos através das Convenções. Os delegados partidários, escolhidos por cada estado para representá-los, escolhem quem será lançado candidato pelo partido. Os eleitores gerais elegem outros "eleitores" que formam o Colégio Eleitoral. A quantidade de "eleitores" por estado varia de acordo com a quantidade populacional do estado. Em quase todos os estados, o vencedor do voto popular leva todos os votos do Colégio Eleitoral.

## Convenções

### Convenção Nacional doPartido Republicano
A Convenção Nacional Republicana de 1948 foi realizada na Filadélfia. Foi a primeira convenção presidencial a ser mostrada na televisão nacional. Quando a convenção foi aberta, acreditava-se que Thomas E. Dewey (candidato presidencial de 1944) tinha uma vantagem grande na contagem de delegados. Seus oponentes principais - Robert Taft, Harold Stassen e Arthur H. Vandenberg - se reuniram em um hotel para planejar um movimento "stop-Dewey". No entanto, um sério obstáculo logo se desenvolveu quando os três homens se recusaram a apoiar um único candidato para se opor a Dewey. Em vez disso, os três homens simplesmente concordaram em tentar conquistar os seus próprios delegados, na esperança de prevenir que Dewey de obtivesse a maioria. Isto provou ser inútil, como a equipe de campanha de Dewey eficientemente reuniu os delegados restantes que precisavam para ganhar a nomeação. Após a segunda rodada de votação, Dewey precisava de apenas 33 votos para a vitória. Taft então chamou Stassen e exortou-o a retirar-se da corrida e apoiá-lo como principal adversário de Dewey. Quando Stassen recusou, Taft escreveu um discurso de concessão e leu-o no início do terceiro escrutínio, Dewey foi então nomeado por aclamação. Dewey, em seguida, escolheu o governador da Califórnia Earl Warren (futuro chefe de justiça) como seu companheiro de chapa. Após a convenção, a maioria dos especialistas políticos na mídia avaliou o bilhete do GOP (o Partido Republicano é também conhecido como Grand Old Party, que pode ser traduzido livremente como "Grande Velho Partido") como um vencedor quase certo sobre os democratas.

### Convenção Nacional doPartido Democrata
A Convenção Nacional Democrata de 1948 foi realizada na Filadélfia entre 12 e 14 julho, e resultou na nomeação do presidente Harry S. Truman para presidente e o senador Alben W. Barkley para vice-presidente. Truman foi indicado com 926 votos contra 266 votos de Richard B. Russell, Jr. a 39 de Strom Thurmond. A plataforma democrata defendia os direitos civis. Uma dissidência no partido em relação a plataforma acabou em levar à nomeação de Strom Thurmond pelos Dixiecrats. Além disso, alguns democratas liberais se uniram no novo Partido Progressivo, lançando Henry A. Wallace a presidência. Sendo assim, os democratas ficaram divididos em três alas: Democratas, Progressivos e Dixiecrats. Os republicanos haviam conquistado a maioria no Congresso e nos governos estaduais, o que enfraquecia ainda mais Truman.

### Convenção Nacional doPartido dos Direitos Estaduais DemocrataNota 1
Os democratas do sul que tinham fechado a convenção do Partido Democrata sobre plataforma de direitos civis prontamente reuniram-se no Auditório Municipal, em Birmingham, e formaram ainda um outro partido político, que deram o nome de Partido dos Direitos Estaduais DemocrataNota 1 (States' Rights Democratic Party). Mais comumente conhecido como "Dixiecrats", o principal objetivo do partido era continuar a política de segregação racial no Sul e as leis de Jim Crow que o sustentava. O governador da Carolina do Sul Strom Thurmond, se tornou o candidato presidencial do partido. O governador de Mississippi Fielding L. Wright recebeu a nomeação à vice-presidência. Os Dixiecrats não tinha chance de ganhar a eleição em si, já que não foram às urnas em número suficiente de estados. Sua estratégia foi suficiente para tirar a vitória de Harry S. Truman de alguns estados do sul para tentar forçar a eleição para a Câmara dos Representantes dos Estados Unidos, onde se poderia, então, extrair concessões a partir de qualquer questão racial de Truman ou Dewey, em troca de seu apoio. Mesmo Dewey tendo ganhado a eleição direta, os Dixiecrats esperavam que sua deserção aos democratas iria mostrar que o Partido Democrata precisava de o apoio do Sul, a fim de ganhar as eleições nacionais, e que este fato enfraqueceria o pró-movimento dos direitos civis entre os democratas do Norte e os Ocidentais do país. No entanto, os Dixiecrats foram enfraquecidos quando a maioria dos líderes democratas do sul (como o governador Herman Talmadge da Geórgia e EH Crump de Tennessee) se recusaram a apoiar o partido.
Nota 1Tradução livre

## Campanha

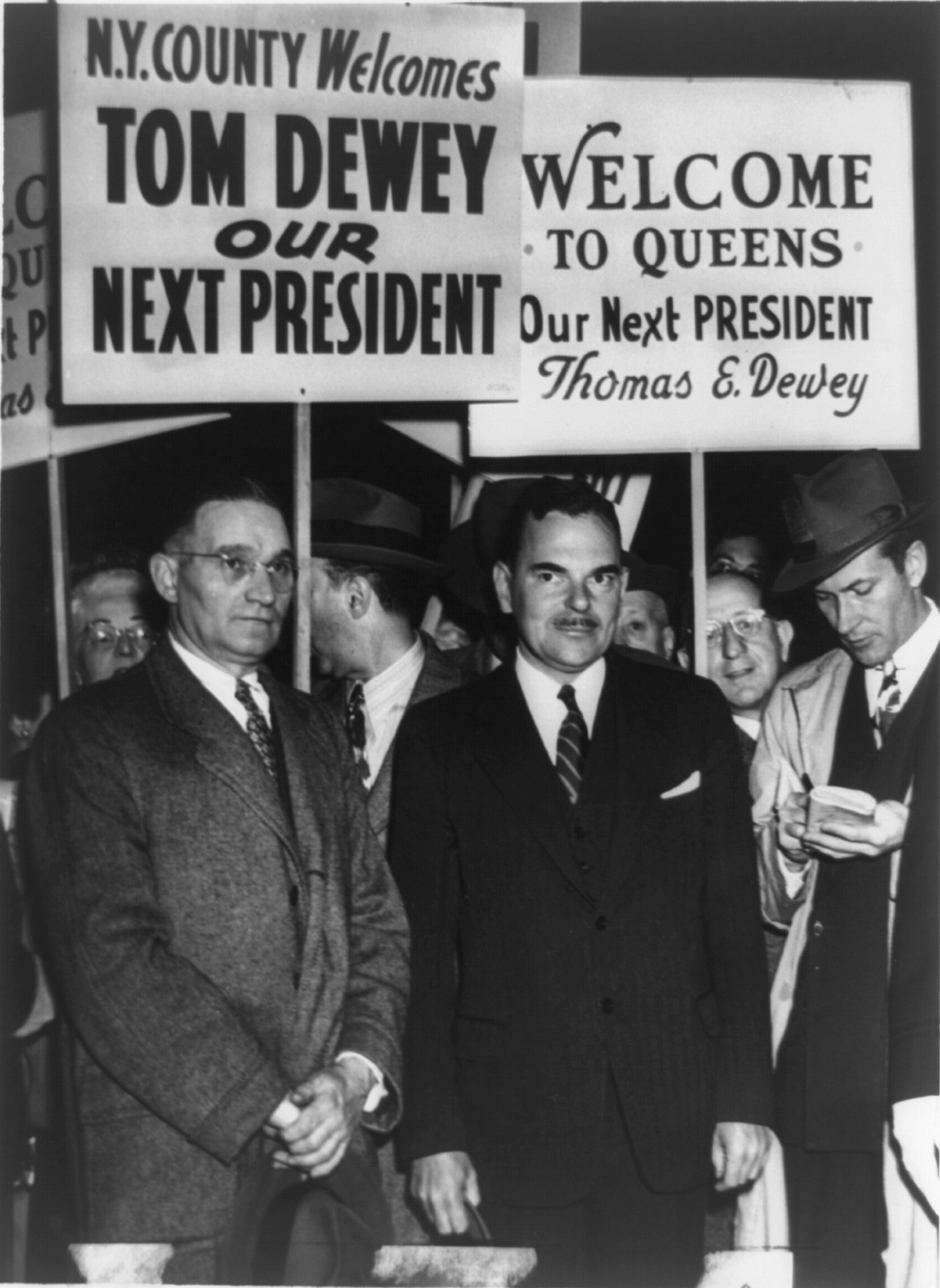
Thomas E. Dewey durante a campanha em Nova Iorque.

A popularidade de Harry S. Truman estava terminando, e aparentemente a fatal separação "tripartidária" no Partido Democrata, pareceu Thomas E. Dewey imbatível. Os republicanos acreditavam que todas os seus candidatos tinham que apenas evitar grandes erros para ganhar a eleição, de acordo com este conselho, Dewey cuidadosamente evitou riscos. Ele falou em lugares comuns, evitou temas polêmicos, e foi vaga a opinião sobre o que ele planejava fazer como presidente. Discurso após discurso, estava sendo feitos discursos "não-políticos", as afirmações otimistas do óbvio, incluindo a citação infame de "Você sabe que seu futuro ainda está à frente de você". Um editorial do The Courier-Journal (Louisville) resumiu como: "Nenhum candidato presidencial no futuro será tão inepto em que quatro de seus discursos importantes pode ser resumido nas seguintes quatro frases históricas: A agricultura é importante. Nossos rios estão cheios de peixes. Você não pode ter liberdade sem liberdade. Nosso futuro está por vir." Truman, atrás nas pesquisas decidiu criticar seu oponente, ele ridicularizou Dewey pelo nome, criticou a recusa de Dewey em abordar questões específicas, e com desdém ao alvo controlado pelos republicanos na Octogésima (80ª) legislatura no Congresso com uma vaga implacável, falhando, e fazendo assaltos partidários. Ele apelidou o Congresso controlado pelos republicanos como o Congresso que "não faz nada", uma observação que trouxe fortes críticas de líderes republicanos do Congresso (como o senador Robert Taft), mas Dewey não fez nenhum comentário. De fato, Dewey raramente mencionou o nome de Truman durante a campanha, que se encaixava em sua estratégia de parecer estar acima de pequenos políticos partidários.
Sob a liderança de Dewey, os republicanos haviam decretado uma plataforma em sua convenção de 1948 em que defendeu a ampliação da segurança social, mais financiamento para a habitação pública, legislação de direitos civis, e promoção da saúde e da educação pelo governo federal. Estas posições foram, no entanto, inaceitáveis para a liderança republicana conservadora do Congresso. Truman explorou essa brecha no partido oposicionista, chamando uma sessão especial do Congresso no "Dia Nabo" (referindo-se a uma velha parte folclórica de Missouri sobre a plantação de nabos no final de julho) e a ousadia da liderança republicana no Congresso para passar por cima de sua própria plataforma. A falta de ação do GOP na sessão do "nabo" no Congresso permitiu que Truman para continuar seus ataques ao "não faz nada" controlado pelos republicanos do Congresso. Truman simplesmente ignorou o fato de que as políticas de Dewey foram consideravelmente mais liberais do que a maioria de seus companheiros republicanos, e em vez disso ele se concentrou no que ele caracterizou como tendências conservadoras, obstrucionistas do Congresso.
As pesquisas e os especialistas afirmavam que Dewey era intransponível, e os esforços que Truman foram em vão, porém Truman venceu.

## Resultados
| Resultado geral da eleição presidencial dos Estados Unidos de 1948 | Resultado geral da eleição presidencial dos Estados Unidos de 1948 | Resultado geral da eleição presidencial dos Estados Unidos de 1948 | Resultado geral da eleição presidencial dos Estados Unidos de 1948 | Resultado geral da eleição presidencial dos Estados Unidos de 1948 | Resultado geral da eleição presidencial dos Estados Unidos de 1948 | Resultado geral da eleição presidencial dos Estados Unidos de 1948 | Resultado geral da eleição presidencial dos Estados Unidos de 1948 | Resultado geral da eleição presidencial dos Estados Unidos de 1948 | Resultado geral da eleição presidencial dos Estados Unidos de 1948 |
| Candidato presidencial                                             | Partido                                                            | Estado de origem                                                   | Voto popular                                                       | Voto popular                                                       | Colégio Eleitoral                                                  | Colégio Eleitoral                                                  | Running mate                                                       | Running mate                                                       | Running mate                                                       |
| Candidato presidencial                                             | Partido                                                            | Estado de origem                                                   | Votos                                                              | %                                                                  | Votos                                                              | %                                                                  | Candidato vice-presidencial                                        | Estado de origem                                                   | Colégio Eleitoral                                                  |
| ------------------------------------------------------------------ | ------------------------------------------------------------------ | ------------------------------------------------------------------ | ------------------------------------------------------------------ | ------------------------------------------------------------------ | ------------------------------------------------------------------ | ------------------------------------------------------------------ | ------------------------------------------------------------------ | ------------------------------------------------------------------ | ------------------------------------------------------------------ |
| Harry S. Truman                                                    | Partido Democrata(a)                                               | Missouri                                                           | 24 179 347                                                         | 49,55%                                                             | 303                                                                | 57,1%                                                              | Alben W. Barkley                                                   | Kentucky                                                           | 303                                                                |
| Thomas E. Dewey                                                    | Partido Republicano(b)                                             | Michigan                                                           | 21 991 292                                                         | 45,07%                                                             | 189                                                                | 35,6%                                                              | Earl Warren                                                        | Califórnia                                                         | 189                                                                |
| Strom Thurmond                                                     | Dixiecrat                                                          | Carolina do Sul                                                    | 1 175 930                                                          | 2,41%                                                              | 39                                                                 | 7,3%                                                               | Fielding Wright                                                    | Mississipi                                                         | 39                                                                 |
| Henry A. Wallace                                                   | Partido Progressista                                               | Iowa                                                               | 1 157 328                                                          | 2,37%                                                              | 0                                                                  | 0%                                                                 | Glen H. Taylor                                                     | Oregon                                                             | 0                                                                  |
| Norman Thomas                                                      | Partido Socialista da América                                      | Ohio                                                               | 139 569                                                            | 0,29%                                                              | 0                                                                  | 0%                                                                 | Tucker Smith                                                       | Michigan                                                           | 0                                                                  |
| Outros                                                             | Outros                                                             | Outros                                                             | 150 069                                                            | 0,31%                                                              | 0                                                                  | 0%                                                                 | Outros                                                             | Outros                                                             | 0                                                                  |
| Total                                                              | Total                                                              | Total                                                              | 48 793 535                                                         | 100%                                                               | 531                                                                |                                                                    |                                                                    |                                                                    | 531                                                                |
| Votos minímos do Colégio Eleitoral de que se precisa para vencer   | Votos minímos do Colégio Eleitoral de que se precisa para vencer   | Votos minímos do Colégio Eleitoral de que se precisa para vencer   | Votos minímos do Colégio Eleitoral de que se precisa para vencer   | Votos minímos do Colégio Eleitoral de que se precisa para vencer   | 266                                                                |                                                                    |                                                                    |                                                                    | 266                                                                |

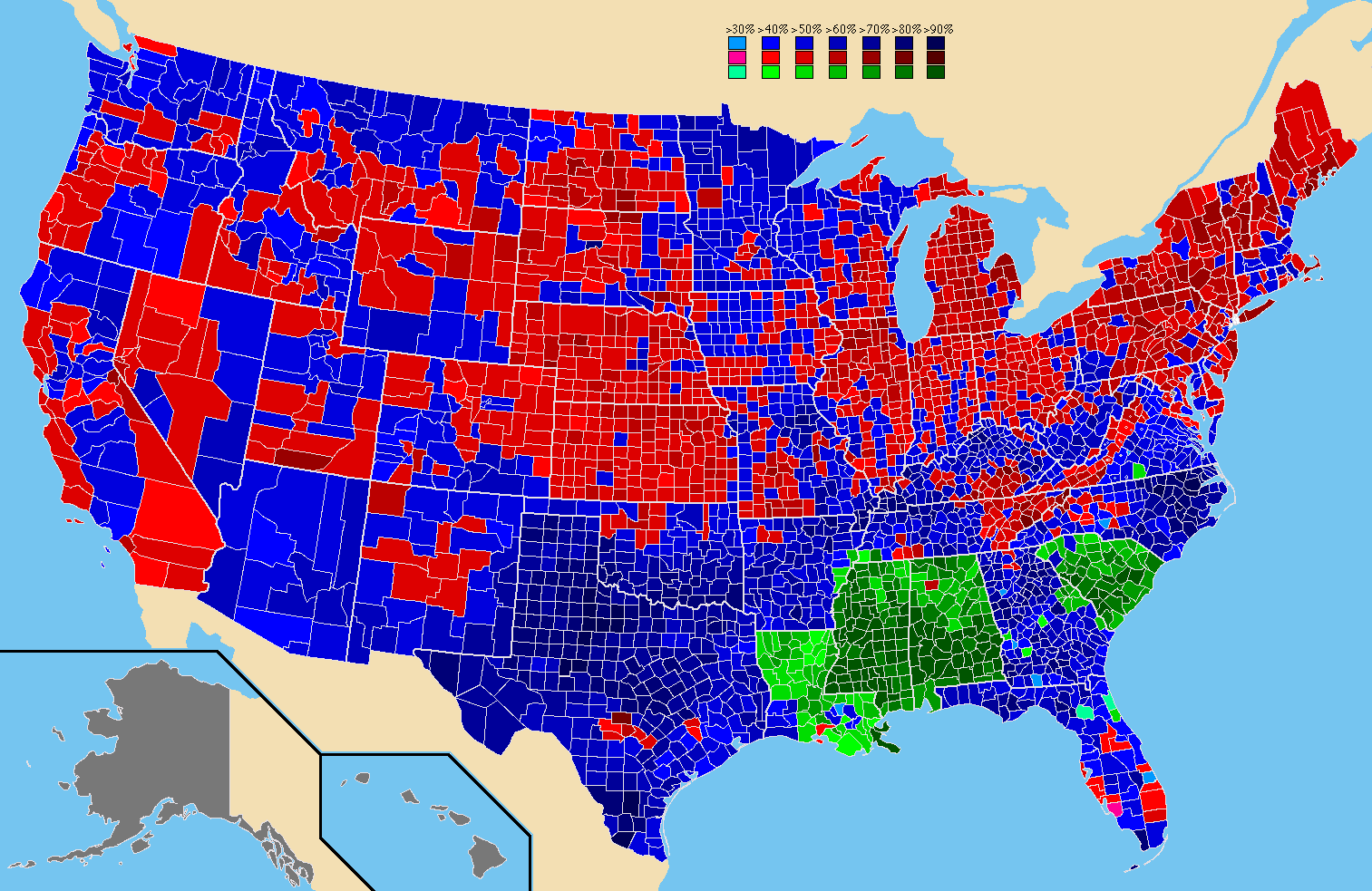
Por condados:
Harry S. Truman
Thomas E. Dewey
Strom Thurmond

Fonte - Voto popular: Colégio Eleitoral: 
(a) Em Nova Iorque, o voto de Truman foi uma fusão das chapas Democrata e Liberal. Lá, Truman obteve 2 557 642 votos na chapa democrata e 222 562 votos no bilhete Liberal.
(b) No Mississippi, o voto de Dewey foi uma fusão das chapas Republicana e Republicano Independente. Lá, Dewey obteve 2 595 votos na chapa republicana e 2 448 votos no bilhete republicano independente.
| Resultados por estado da eleição presidencial dos Estados Unidos de 1948 | Resultados por estado da eleição presidencial dos Estados Unidos de 1948 | Resultados por estado da eleição presidencial dos Estados Unidos de 1948 | Resultados por estado da eleição presidencial dos Estados Unidos de 1948 | Resultados por estado da eleição presidencial dos Estados Unidos de 1948 | Resultados por estado da eleição presidencial dos Estados Unidos de 1948 | Resultados por estado da eleição presidencial dos Estados Unidos de 1948 | Resultados por estado da eleição presidencial dos Estados Unidos de 1948 | Resultados por estado da eleição presidencial dos Estados Unidos de 1948 | Resultados por estado da eleição presidencial dos Estados Unidos de 1948 | Resultados por estado da eleição presidencial dos Estados Unidos de 1948 | Resultados por estado da eleição presidencial dos Estados Unidos de 1948 | Resultados por estado da eleição presidencial dos Estados Unidos de 1948 | Resultados por estado da eleição presidencial dos Estados Unidos de 1948 | Resultados por estado da eleição presidencial dos Estados Unidos de 1948 | Resultados por estado da eleição presidencial dos Estados Unidos de 1948 | Resultados por estado da eleição presidencial dos Estados Unidos de 1948 | Resultados por estado da eleição presidencial dos Estados Unidos de 1948 | Resultados por estado da eleição presidencial dos Estados Unidos de 1948 |
| ------------------------------------------------------------------------ | ------------------------------------------------------------------------ | ------------------------------------------------------------------------ | ------------------------------------------------------------------------ | ------------------------------------------------------------------------ | ------------------------------------------------------------------------ | ------------------------------------------------------------------------ | ------------------------------------------------------------------------ | ------------------------------------------------------------------------ | ------------------------------------------------------------------------ | ------------------------------------------------------------------------ | ------------------------------------------------------------------------ | ------------------------------------------------------------------------ | ------------------------------------------------------------------------ | ------------------------------------------------------------------------ | ------------------------------------------------------------------------ | ------------------------------------------------------------------------ | ------------------------------------------------------------------------ | ------------------------------------------------------------------------ |
|                                                                          |                                                                          | Harry S. Truman Democrata                                                | Harry S. Truman Democrata                                                | Harry S. Truman Democrata                                                | Thomas E. Dewey Republicano                                              | Thomas E. Dewey Republicano                                              | Thomas E. Dewey Republicano                                              | Strom Thurmond Dixiecrat                                                 | Strom Thurmond Dixiecrat                                                 | Strom Thurmond Dixiecrat                                                 | Henry Wallace Progressivo                                                | Henry Wallace Progressivo                                                | Henry Wallace Progressivo                                                | Outros                                                                   | Outros                                                                   | Outros                                                                   | Total por estado                                                         | Total por estado                                                         |
| Estado                                                                   | Votos do Colégio Eleitoral                                               | Votos populares                                                          | %                                                                        | Votos do Colégio Eleitoral                                               | Votos populares                                                          | %                                                                        | Votos do Colégio Eleitoral                                               | Votos populares                                                          | %                                                                        | Votos do Colégio Eleitoral                                               | Votos populares                                                          | %                                                                        | Votos do Colégio Eleitoral                                               | Votos populares                                                          | %                                                                        | Votos do Colégio Eleitoral                                               | Votos populares                                                          | Sigla                                                                    |
| Alabama                                                                  | 11                                                                       | sem votos                                                                | sem votos                                                                | sem votos                                                                | 40,930                                                                   | 19.0                                                                     | -                                                                        | 171,443                                                                  | 79.8                                                                     | 11                                                                       | 1,522                                                                    | 0.7                                                                      | -                                                                        | 1,085                                                                    | 0.5                                                                      | -                                                                        | 214,980                                                                  | AL                                                                       |
| Arizona                                                                  | 4                                                                        | 95 251                                                                   | 53.8                                                                     | 4                                                                        | 77,597                                                                   | 43.8                                                                     | -                                                                        | sem votos                                                                | sem votos                                                                | sem votos                                                                | 3,310                                                                    | 1.9                                                                      | -                                                                        | 907                                                                      | 0.5                                                                      | -                                                                        | 177,065                                                                  | AZ                                                                       |
| Arkansas                                                                 | 9                                                                        | 149 659                                                                  | 61.7                                                                     | 9                                                                        | 50,959                                                                   | 21.0                                                                     | -                                                                        | 40,068                                                                   | 16.5                                                                     | -                                                                        | 751                                                                      | 0.3                                                                      | -                                                                        | 1,038                                                                    | 0.5                                                                      | -                                                                        | 242,475                                                                  | AR                                                                       |
| Califórnia                                                               | 25                                                                       | 1,913,134                                                                | 47.6                                                                     | 25                                                                       | 1,895,269                                                                | 47.1                                                                     | -                                                                        | 1,228                                                                    | 0.0                                                                      | -                                                                        | 190,381                                                                  | 4.7                                                                      | -                                                                        | 21,526                                                                   | 0.5                                                                      | -                                                                        | 4,021,538                                                                | CA                                                                       |
| Colorado                                                                 | 6                                                                        | 267,288                                                                  | 51.9                                                                     | 6                                                                        | 239,714                                                                  | 46.5                                                                     | -                                                                        | sem votos                                                                | sem votos                                                                | sem votos                                                                | 6,115                                                                    | 1.2                                                                      | -                                                                        | 2,120                                                                    | 0.4                                                                      | -                                                                        | 515,237                                                                  | CO                                                                       |
| Connecticut                                                              | 8                                                                        | 423,297                                                                  | 47.9                                                                     | -                                                                        | 437,754                                                                  | 49.6                                                                     | 8                                                                        | sem votos                                                                | sem votos                                                                | sem votos                                                                | 13,713                                                                   | 1.6                                                                      | -                                                                        | 8,754                                                                    | 1.0                                                                      | -                                                                        | 883,518                                                                  | CT                                                                       |
| Delaware                                                                 | 3                                                                        | 67,813                                                                   | 48.8                                                                     | -                                                                        | 69,588                                                                   | 50.0                                                                     | 3                                                                        | sem votos                                                                | sem votos                                                                | sem votos                                                                | 1,050                                                                    | 0.8                                                                      | -                                                                        | 622                                                                      | 0.5                                                                      | -                                                                        | 139,073                                                                  | DE                                                                       |
| Flórida                                                                  | 8                                                                        | 281,988                                                                  | 48.8                                                                     | 8                                                                        | 194,280                                                                  | 33.6                                                                     | -                                                                        | 89,755                                                                   | 15.5                                                                     | -                                                                        | 11,620                                                                   | 2.0                                                                      | -                                                                        | sem votos                                                                | sem votos                                                                | sem votos                                                                | 577,643                                                                  | FL                                                                       |
| Geórgia                                                                  | 12                                                                       | 254,646                                                                  | 60.8                                                                     | 12                                                                       | 76,691                                                                   | 18.3                                                                     | -                                                                        | 85,055                                                                   | 20.3                                                                     | -                                                                        | 1,636                                                                    | 0.4                                                                      | -                                                                        | 736                                                                      | 0.2                                                                      | -                                                                        | 418,764                                                                  | GA                                                                       |
| Idaho                                                                    | 4                                                                        | 107,370                                                                  | 50.0                                                                     | 4                                                                        | 101,514                                                                  | 47.2                                                                     | -                                                                        | sem votos                                                                | sem votos                                                                | sem votos                                                                | 4,972                                                                    | 2.3                                                                      | -                                                                        | 960                                                                      | 0.5                                                                      | -                                                                        | 214,816                                                                  | ID                                                                       |
| Illinois                                                                 | 28                                                                       | 1,994,715                                                                | 50.1                                                                     | 28                                                                       | 1,961,103                                                                | 49.2                                                                     | -                                                                        | sem votos                                                                | sem votos                                                                | sem votos                                                                | sem votos                                                                | sem votos                                                                | sem votos                                                                | 28,228                                                                   | 0.7                                                                      | -                                                                        | 3,984,046                                                                | IL                                                                       |
| Indiana                                                                  | 13                                                                       | 807,833                                                                  | 48.8                                                                     | -                                                                        | 821,079                                                                  | 49.6                                                                     | 13                                                                       | sem votos                                                                | sem votos                                                                | sem votos                                                                | 9,649                                                                    | 0.6                                                                      | -                                                                        | 17,653                                                                   | 1.1                                                                      | -                                                                        | 1,656,214                                                                | IN                                                                       |
| Iowa                                                                     | 10                                                                       | 522,380                                                                  | 50.3                                                                     | 10                                                                       | 494,018                                                                  | 47.6                                                                     | -                                                                        | sem votos                                                                | sem votos                                                                | sem votos                                                                | 12,125                                                                   | 1.2                                                                      | -                                                                        | 9,741                                                                    | 0.9                                                                      | -                                                                        | 1,038,264                                                                | IA                                                                       |
| Kansas                                                                   | 8                                                                        | 351,902                                                                  | 44.6                                                                     | -                                                                        | 423,039                                                                  | 53.6                                                                     | 8                                                                        | sem votos                                                                | sem votos                                                                | sem votos                                                                | 4,603                                                                    | 0.6                                                                      | -                                                                        | 9,275                                                                    | 1.2                                                                      | -                                                                        | 788,819                                                                  | KS                                                                       |
| Kentucky                                                                 | 11                                                                       | 466,756                                                                  | 56.7                                                                     | 11                                                                       | 341,210                                                                  | 41.5                                                                     | -                                                                        | 10,411                                                                   | 1.3                                                                      | -                                                                        | 1,567                                                                    | 0.2                                                                      | -                                                                        | 2,714                                                                    | 0.3                                                                      | -                                                                        | 822,658                                                                  | KY                                                                       |
| Louisiana                                                                | 10                                                                       | 136,344                                                                  | 32.8                                                                     | -                                                                        | 72,657                                                                   | 17.5                                                                     | -                                                                        | 204,290                                                                  | 49.1                                                                     | 10                                                                       | 3,035                                                                    | 0.7                                                                      | -                                                                        | 10                                                                       | 0.00                                                                     | -                                                                        | 416,336                                                                  | LA                                                                       |
| Maine                                                                    | 5                                                                        | 111,916                                                                  | 42.3                                                                     | -                                                                        | 150,234                                                                  | 56.7                                                                     | 5                                                                        | sem votos                                                                | sem votos                                                                | sem votos                                                                | 1,884                                                                    | 0.7                                                                      | -                                                                        | 753                                                                      | 0.3                                                                      | -                                                                        | 264,787                                                                  | ME                                                                       |
| Maryland                                                                 | 8                                                                        | 286,521                                                                  | 48.0                                                                     | -                                                                        | 294,814                                                                  | 49.4                                                                     | 8                                                                        | 2,476                                                                    | 0.4                                                                      | -                                                                        | 9,983                                                                    | 1.7                                                                      | -                                                                        | 2,941                                                                    | 0.5                                                                      | -                                                                        | 596,735                                                                  | MD                                                                       |
| Massachusetts                                                            | 16                                                                       | 1,151,788                                                                | 54.7                                                                     | 16                                                                       | 909,370                                                                  | 43.2                                                                     | -                                                                        | sem votos                                                                | sem votos                                                                | sem votos                                                                | 38,157                                                                   | 1.8                                                                      | -                                                                        | 7,831                                                                    | 0.4                                                                      | -                                                                        | 2,107,146                                                                | MA                                                                       |
| Michigan                                                                 | 19                                                                       | 1,003,448                                                                | 47.6                                                                     | -                                                                        | 1,038,595                                                                | 49.2                                                                     | 19                                                                       | sem votos                                                                | sem votos                                                                | sem votos                                                                | 46,515                                                                   | 2.2                                                                      | -                                                                        | 21,051                                                                   | 1.0                                                                      | -                                                                        | 2,109,609                                                                | MI                                                                       |
| Minnesota                                                                | 11                                                                       | 692,966                                                                  | 57.2                                                                     | 11                                                                       | 483,617                                                                  | 39.9                                                                     | -                                                                        | sem votos                                                                | sem votos                                                                | sem votos                                                                | 27,866                                                                   | 2.3                                                                      | -                                                                        | 7,777                                                                    | 0.6                                                                      | -                                                                        | 1,212,226                                                                | MN                                                                       |
| Mississippi                                                              | 9                                                                        | 19,384                                                                   | 10.1                                                                     | -                                                                        | 5,043                                                                    | 2.6                                                                      | -                                                                        | 167,538                                                                  | 87.2                                                                     | 9                                                                        | 225                                                                      | 0.1                                                                      | -                                                                        | sem votos                                                                | sem votos                                                                | sem votos                                                                | 192,190                                                                  | MS                                                                       |
| Missouri                                                                 | 15                                                                       | 917,315                                                                  | 58.1                                                                     | 15                                                                       | 655,039                                                                  | 41.5                                                                     | -                                                                        | 42                                                                       | 0.0                                                                      | -                                                                        | 3,998                                                                    | 0.3                                                                      | -                                                                        | 2,234                                                                    | 0.1                                                                      | -                                                                        | 1,578,628                                                                | MO                                                                       |
| Montana                                                                  | 4                                                                        | 119,071                                                                  | 53.1                                                                     | 4                                                                        | 96,770                                                                   | 43.2                                                                     | -                                                                        | sem votos                                                                | sem votos                                                                | sem votos                                                                | 7,313                                                                    | 3.3                                                                      | -                                                                        | 1,124                                                                    | 0.5                                                                      | -                                                                        | 224,278                                                                  | MT                                                                       |
| Nebraska                                                                 | 6                                                                        | 224,165                                                                  | 45.9                                                                     | -                                                                        | 264,774                                                                  | 54.2                                                                     | 6                                                                        | sem votos                                                                | sem votos                                                                | sem votos                                                                | sem votos                                                                | sem votos                                                                | sem votos                                                                | 1                                                                        | 0.0                                                                      | -                                                                        | 488,940                                                                  | NE                                                                       |
| Nevada                                                                   | 3                                                                        | 31,291                                                                   | 50.4                                                                     | 3                                                                        | 29,357                                                                   | 47.3                                                                     | -                                                                        | sem votos                                                                | sem votos                                                                | sem votos                                                                | 1,469                                                                    | 2.4                                                                      | -                                                                        | sem votos                                                                | sem votos                                                                | sem votos                                                                | 62,117                                                                   | NV                                                                       |
| Nova Hampshire                                                           | 4                                                                        | 107,995                                                                  | 46.7                                                                     | -                                                                        | 121,299                                                                  | 52.4                                                                     | 4                                                                        | 7                                                                        | 0.0                                                                      | -                                                                        | 1,970                                                                    | 0.9                                                                      | -                                                                        | 169                                                                      | 0.1                                                                      | -                                                                        | 231,440                                                                  | NH                                                                       |
| Nova Jersey                                                              | 16                                                                       | 895,455                                                                  | 45.9                                                                     | -                                                                        | 981,124                                                                  | 50.3                                                                     | 16                                                                       | sem votos                                                                | sem votos                                                                | sem votos                                                                | 42,683                                                                   | 2.2                                                                      | -                                                                        | 30,293                                                                   | 1.6                                                                      | -                                                                        | 1,949,555                                                                | NJ                                                                       |
| Novo México                                                              | 4                                                                        | 105,464                                                                  | 56.4                                                                     | 4                                                                        | 80,303                                                                   | 42.9                                                                     | -                                                                        | sem votos                                                                | sem votos                                                                | sem votos                                                                | 1,037                                                                    | 0.6                                                                      | -                                                                        | 259                                                                      | 0.1                                                                      | -                                                                        | 187,063                                                                  | NM                                                                       |
| Nova Iorque                                                              | 47                                                                       | 2,780,204                                                                | 45.0                                                                     | -                                                                        | 2,841,163                                                                | 46.0                                                                     | 47                                                                       | sem votos                                                                | sem votos                                                                | sem votos                                                                | 509,559                                                                  | 8.3                                                                      | -                                                                        | 46,411                                                                   | 0.8                                                                      | -                                                                        | 6,177,337                                                                | NY                                                                       |
| Carolina do Norte                                                        | 14                                                                       | 459,070                                                                  | 58.0                                                                     | 14                                                                       | 258,572                                                                  | 32.7                                                                     | -                                                                        | 69,652                                                                   | 8.8                                                                      | -                                                                        | 3,915                                                                    | 0.5                                                                      | -                                                                        | sem votos                                                                | sem votos                                                                | sem votos                                                                | 791,209                                                                  | NC                                                                       |
| Dakota do Norte                                                          | 4                                                                        | 95,812                                                                   | 43.4                                                                     | -                                                                        | 115,139                                                                  | 52.2                                                                     | 4                                                                        | 374                                                                      | 0.2                                                                      | -                                                                        | 8,391                                                                    | 3.8                                                                      | -                                                                        | 1,000                                                                    | 0.5                                                                      | -                                                                        | 220,716                                                                  | ND                                                                       |
| Ohio                                                                     | 25                                                                       | 1,452,791                                                                | 49.5                                                                     | 25                                                                       | 1,445,684                                                                | 49.2                                                                     | -                                                                        | sem votos                                                                | sem votos                                                                | sem votos                                                                | 37,596                                                                   | 1.3                                                                      | -                                                                        | sem votos                                                                | sem votos                                                                | sem votos                                                                | 2,936,071                                                                | OH                                                                       |
| Oklahoma                                                                 | 10                                                                       | 452,782                                                                  | 62.7                                                                     | 10                                                                       | 268,817                                                                  | 37.3                                                                     | -                                                                        | sem votos                                                                | sem votos                                                                | sem votos                                                                | sem votos                                                                | sem votos                                                                | sem votos                                                                | sem votos                                                                | sem votos                                                                | sem votos                                                                | 721,599                                                                  | OK                                                                       |
| Oregon                                                                   | 6                                                                        | 243,147                                                                  | 46.4                                                                     | -                                                                        | 260,904                                                                  | 49.8                                                                     | 6                                                                        | sem votos                                                                | sem votos                                                                | sem votos                                                                | 14,978                                                                   | 2.9                                                                      | -                                                                        | 5,051                                                                    | 1.0                                                                      | -                                                                        | 524,080                                                                  | OR                                                                       |
| Pensilvânia                                                              | 35                                                                       | 1,752,426                                                                | 46.9                                                                     | -                                                                        | 1,902,197                                                                | 50.9                                                                     | 35                                                                       | sem votos                                                                | sem votos                                                                | sem votos                                                                | 55,161                                                                   | 1.5                                                                      | -                                                                        | 25,364                                                                   | 0.7                                                                      | -                                                                        | 3,735,148                                                                | PA                                                                       |
| Rhode Island                                                             | 4                                                                        | 188,736                                                                  | 57.6                                                                     | 4                                                                        | 135,787                                                                  | 41.4                                                                     | -                                                                        | sem votos                                                                | sem votos                                                                | sem votos                                                                | 2,619                                                                    | 0.8                                                                      | -                                                                        | 560                                                                      | 0.2                                                                      | -                                                                        | 327,702                                                                  | RI                                                                       |
| Carolina do Sul                                                          | 8                                                                        | 34,423                                                                   | 24.1                                                                     | -                                                                        | 5,386                                                                    | 3.8                                                                      | -                                                                        | 102,607                                                                  | 72.0                                                                     | 8                                                                        | 154                                                                      | 0.1                                                                      | -                                                                        | 1                                                                        | 0.0                                                                      | -                                                                        | 142,571                                                                  | SC                                                                       |
| Dakota do Sul                                                            | 4                                                                        | 117,653                                                                  | 47.0                                                                     | -                                                                        | 129,651                                                                  | 51.8                                                                     | 4                                                                        | sem votos                                                                | sem votos                                                                | sem votos                                                                | 2,801                                                                    | 1.1                                                                      | -                                                                        | sem votos                                                                | sem votos                                                                | sem votos                                                                | 250,105                                                                  | SD                                                                       |
| Tennessee                                                                | 12                                                                       | 270,402                                                                  | 49.1                                                                     | 11                                                                       | 202,914                                                                  | 36.9                                                                     | -                                                                        | 73,815                                                                   | 13.4                                                                     | 1                                                                        | 1,864                                                                    | 0.3                                                                      | -                                                                        | 1,288                                                                    | 0.2                                                                      | -                                                                        | 550,283                                                                  | TN                                                                       |
| Texas                                                                    | 23                                                                       | 824,235                                                                  | 66.0                                                                     | 23                                                                       | 303,467                                                                  | 24.2                                                                     | -                                                                        | 113,776                                                                  | 9.1                                                                      | -                                                                        | 3,920                                                                    | 0.3                                                                      | -                                                                        | 4,179                                                                    | 0.3                                                                      | -                                                                        | 1,249,577                                                                | TX                                                                       |
| Utah                                                                     | 4                                                                        | 149,151                                                                  | 54.0                                                                     | 4                                                                        | 124,402                                                                  | 45.0                                                                     | -                                                                        | sem votos                                                                | sem votos                                                                | sem votos                                                                | 2,679                                                                    | 1.0                                                                      | -                                                                        | 73                                                                       | 0.0                                                                      | -                                                                        | 276,305                                                                  | UT                                                                       |
| Vermont                                                                  | 3                                                                        | 45,557                                                                   | 36.9                                                                     | -                                                                        | 75,926                                                                   | 61.5                                                                     | 3                                                                        | sem votos                                                                | sem votos                                                                | sem votos                                                                | 1,279                                                                    | 1.0                                                                      | -                                                                        | 620                                                                      | 0.5                                                                      | -                                                                        | 123,382                                                                  | VT                                                                       |
| Virgínia                                                                 | 11                                                                       | 200,786                                                                  | 47.9                                                                     | 11                                                                       | 172,070                                                                  | 41.0                                                                     | -                                                                        | 43,393                                                                   | 10.4                                                                     | -                                                                        | 2,047                                                                    | 0.5                                                                      | -                                                                        | 960                                                                      | 0.2                                                                      | -                                                                        | 419,256                                                                  | VA                                                                       |
| Washington                                                               | 8                                                                        | 476,165                                                                  | 52.6                                                                     | 8                                                                        | 386,315                                                                  | 42.7                                                                     | -                                                                        | sem votos                                                                | sem votos                                                                | sem votos                                                                | 31,692                                                                   | 3.5                                                                      | -                                                                        | 10,887                                                                   | 1.2                                                                      | -                                                                        | 905,059                                                                  | WA                                                                       |
| Virgínia Ocidental                                                       | 8                                                                        | 429,188                                                                  | 57.3                                                                     | 8                                                                        | 316,251                                                                  | 42.2                                                                     | -                                                                        | sem votos                                                                | sem votos                                                                | sem votos                                                                | 3,311                                                                    | 0.4                                                                      | -                                                                        | sem votos                                                                | sem votos                                                                | sem votos                                                                | 748,750                                                                  | WV                                                                       |
| Wisconsin                                                                | 12                                                                       | 647,310                                                                  | 50.7                                                                     | 12                                                                       | 590,959                                                                  | 46.3                                                                     | -                                                                        | sem votos                                                                | sem votos                                                                | sem votos                                                                | 25,282                                                                   | 2.0                                                                      | -                                                                        | 13,249                                                                   | 1.0                                                                      | -                                                                        | 1,276,800                                                                | WI                                                                       |
| Wyoming                                                                  | 3                                                                        | 52,354                                                                   | 51.6                                                                     | 3                                                                        | 47,947                                                                   | 47.3                                                                     | -                                                                        | sem votos                                                                | sem votos                                                                | sem votos                                                                | 931                                                                      | 0.9                                                                      | -                                                                        | 193                                                                      | 0.2                                                                      | -                                                                        | 101,425                                                                  | WY                                                                       |
| TOTAL:                                                                   | 531                                                                      | 24,179,347                                                               | 49.6                                                                     | 303                                                                      | 21,991,292                                                               | 45.1                                                                     | 189                                                                      | 1,175,930                                                                | 2.4                                                                      | 39                                                                       | 1,157,328                                                                | 2.4                                                                      | -                                                                        | 289,638                                                                  | 0.6                                                                      | -                                                                        | 48,793,535                                                               |                                                                          |
| PARA VENCER:                                                             | 266                                                                      |                                                                          |                                                                          |                                                                          |                                                                          |                                                                          |                                                                          |                                                                          |                                                                          |                                                                          |                                                                          |                                                                          |                                                                          |                                                                          |                                                                          |                                                                          |                                                                          |                                                                          |